# 千本長勝
千本 長勝（せんぼん ながかつ）は、江戸時代の武将、旗本。

## 生涯

### 若年期
下野国の那須七騎の一つである千本氏の庶流家である大谷津千本氏の当主で、江戸幕府旗本の千本資勝（知行880石）の嫡子として生まれた。
元和7年（1621年）12月に徳川秀忠に初めて拝謁した。寛永7年（1630年）に父資勝が死亡したため家督を相続した。寛永17年（1640年）、4月に徳川家光が日光社参を行うこととなり、それに先立って同年1月26日に日光東照宮の社殿の修理を福原資盛と共に行った。

### 泉騒動
正保元年（1645年）3月10日に旗本岡本保真を甥の岡本義政が泉城内で暗殺し、その証拠隠滅を計ったとされる事件が起こった。長勝は保真側の遺族代表として、幕府に対し「保真は謀略によって殺された」と訴えた。この訴えを義政は「長勝と福原資盛の陰事である」と反駁し、この件は幕府評定所にて審議されることになった（泉騒動）。
この事件は義政の罪を証明する有力な証拠が無く、よって義政側優位の情勢であったが、審議の最中の7月10日に、幕府の大老土井利勝が没したため、幕府はこの事件に構っていられる状態ではなくなった。9月2日、喧嘩両成敗という形で訴えられた岡本義政と訴訟を起こした千本長勝を改易とし、福原資盛には蟄居処分を言い渡し、また義政を九州久留米藩にお預けとして、幕引きとなった。
しかし後に福原資盛は蟄居を解かれた。寛文5年（1665年）7月17日には長勝も赦され、同年12月25日に蔵米5百俵の蔵米知行を与えられ、およそ20年ぶりに旗本復帰が叶った。一方の岡本義政に再び禄が与えられることはなく、結果として義政方にのみ罰が下された形で泉騒動は決着した。

### 断絶
延宝3年（1675年）5月18日に致仕し、家督を嫡男金助に譲って隠居し夢休と号した。しかし、延宝5年（1677年）7月21日、金助がにわかに発狂して自害した。金助には子が無かった為、大谷津千本氏は無嗣断絶によって再び改易となった。
70歳で夢休は牢人となることとなったが、幕府は蔵米200俵を新たに夢休に与えることとし、老中土屋数直から千本和隆へと伝えられた。
貞享2年（1685年）8月5日に逝去。享年81。跡を継がせる子はなく、夢休の死をもって大谷津千本氏は断絶した。

## 参考資料
- 寛政重修諸家譜
- 延宝日記
- 矢板市史編集委員会編 『矢板市史』矢板市、1981年。